# Équipe cycliste Sem
 (août 2024).
Si vous disposez d'ouvrages ou d'articles de référence ou si vous connaissez des sites web de qualité traitant du thème abordé ici, merci de compléter l'article en donnant les références utiles à sa vérifiabilité et en les liant à la section « Notes et références ».
L'équipe Sem est une ancienne équipe cycliste française professionnelle, dirigée par Jean de Gribaldy et Christian Rumeau (directeur sportif adjoint).

## Dénominations
- Saisons 1981 et 1982 : Sem - France Loire - Campagnolo
- Saison 1983 jusqu'en mai : Sem - France Loire - Mavic
- Saison 1983 après mai : Sem - Reydel - Mavic
- Saison 1984 : Skil - Reydel - Sem - Mavic
- Saison 1985 : Skil - Sem - Kas - Miko

## Les saisons
En 1981, Joaquim Agostinho est le leader de l'équipe Sem - France Loire - Campagnolo, tandis que Serge Beucherie est Champion de France sur route. 
La saison 1982 consacre le grand retour de Sean Kelly auprès de Jean de Gribaldy et le début d'une longue liste de succès. Le champion irlandais, qui ne quittera plus celui qui l'a découvert dès 1976, gagne Paris-Nice et une étape sur le Tour. Il remporte le maillot vert.
En 1983, Sean Kelly remporte Paris-Nice, le Critérium International, le Tour de Suisse et le Tour de Lombardie. Il est de nouveau le lauréat du maillot vert sur le Tour.
Steven Rooks gagne Liège-Bastogne-Liège. Joaquim Agostinho y effectue son ultime saison professionnelle et se classe brillamment à la 11e place du Tour de France.
La saison 1984 est une année exceptionnelle pour l'équipe grâce aux très nombreuses victoires de Sean Kelly (Liège-Bastogne-Liège, Paris-Roubaix, Paris-Nice, Critérium international) et au vauclusien Éric Caritoux qui remporte le Tour d'Espagne, pour 6 secondes. Deux coureurs découverts par Jean de Gribaldy. 
Sean Kelly finit 5e du Tour, Fréderic Vichot remporte la 15e étape, Domaine du Rouret-Grenoble.
La saison 1985 est marquée de l'empreinte de Sean Kelly qui s'impose au Tour de Lombardie et à Paris-Nice. Il termine 4e du Tour de France et revêt de nouveau le maillot vert à Paris. Mais c'est une grande année pour toute l'équipe du "Vicomte" : Fréderic Vichot remporte la 16e étape de la Grande Boucle, Aurillac-Toulouse. Gerrie Knetemann gagne l'Amstel Gold Race, Jörg Müller le Tour de Romandie, tandis que Jean-Claude Leclercq est Champion de France sur route.

## Coureurs
- Joaquim Agostinho : 1981 - 1982 - 1983
- Patrick André : 1982
- Jean-Claude Bagot : 1984
- Serge Beucherie : 1981 - 1982 - 1983
- René Bittinger : 1982 - 1983 - 1984 - 1985
- Jonathan Boyer : 1982 - 1983
- Andreas Burghold : 1981
- Patrick Busolini : 1982
- Éric Caritoux : 1982 - 1983 - 1984 - 1985
- André Chappuis : 1982
- Jean-Francois Chaurin : 1982 - 1983
- Patrick Clerc : 1981 - 1982 - 1983 - 1984
- Michel Cornelise : 1981
- Éric Dall'Armelina : 1982 - 1983 - 1984
- Jacques Decrion : 1985
- Robert Dill-Bundi : 1981
- Jean-Pierre Ducouret : 1981
- Patrice Esnault : 1985
- John Eustice : 1981 - 1982
- Alain Gallopin : 1982
- Guy Gallopin : 1981 - 1982 - 1984 - 1985
- Dominique Garde : 1981 - 1982 - 1985
- Jean-Claude Garde : 1985
- Yehuda Gershoni : 1984
- Hubert Graignic : 1982 - 1983
- Jean-Marie Grezet : 1983 - 1984
- Michel Guillet : 1982
- Éric Guyot : 1984 - 1985
- Jean Habets : 1985
- Sigmund Hermann : 1982
- Ralf Hofeditz : 1985
- Patrick Hosotte : 1981
- Jean-Paul Hosotte : 1981
- Ferdinand Julien : 1981
- Marcel Kaikinger : 1982 - 1983
- Fridolin Keller : 1981
- Sean Kelly : 1982 - 1983 - 1984 - 1985
- Gerrie Knetemann : 1985
- Jean-Claude Leclercq : 1984 - 1985
- Marco-Antonio Lopez-Duran : 1981
- Gilles Mas : 1984 - 1985
- David Mayer-Oakes : 1982
- Fernando Mendes-Dos Reis : 1981
- Jacques Michaud : 1981
- Patrick Moerlen : 1981 - 1983 - 1984
- Daniel Muller : 1981
- Jörg Müller : 1985
- Ronan Onghena : 1982 - 1983 - 1984 - 1985
- Joël Pelier : 1985
- Philippe Poissonnier : 1984 - 1985
- Steven Rooks : 1983
- Regis Roquetta : 1981
- Cédric Rossier : 1983
- Roland Salm : 1981
- Dominique Sanders : 1983
- Patrick Spinelli : 1981
- Patrick Stephan : 1982 - 1983
- Marcel Summermatter : 1981
- Marcel Tinazzi : 1981 - 1982 - 1983
- Jean-Raymond Toso : 1981
- Jacques Van Meer : 1985
- Frédéric Vichot : 1984 - 1985
- Meinrad Vogele : 1981
- Alain Von Allmen : 1984 - 1985
- Albert Zweifel : 1981

### Équipe Tour de France  1981
- 41 Joaquim Agostinho (Por)
- 42 Serge Beucherie (Fra)
- 43 Patrick Clerc (Fra)
- 44 Jean-Paul Hosotte (Fra)
- 45 Patrick Hosotte (Fra)
- 46 Fernando Mendes (Por)
- 47 Jacques Michaud (Fra)
- 48 Patrick Moerlen (Sui)
- 49 Jean-Pierre Ducouret (Fra)
- 50 Marcel Tinazzi (Fra)

### Équipe Tour de France 1982
- 71 Sean Kelly (Irl)
- 72 René Bittinger (Fra)
- 73 Jonathan Boyer (USA)
- 74 André Chappuis (Fra)
- 75 Jean-Francois Chaurin (Fra)
- 76 Patrick Clerc (Fra)
- 77 Guy Gallopin (Fra)
- 78 Dominique Garde (Fra)
- 79 Hubert Graignic  (Fra)
- 80 Marcel Tinazzi (Fra)

### Équipe Tour de France 1983
- 91 Joaquim Agostinho (Por)
- 92 René Bittinger (Fra)
- 93 Jonathan Boyer (USA)
- 94 Éric Caritoux (Fra)
- 95 André Chappuis (Fra)
- 96 Patrick Clerc (Fra)
- 97 Éric Dall'Armelina (Fra)
- 98 Jean-Marie Grezet (Sui)
- 99 Sean Kelly
- 100 Steven Rooks (Hol)

### Équipe Tour de France 1984
- 51 Sean Kelly (Irl)
- 52 Jean-Claude Bagot (Fra)
- 53 Jonathan Boyer (USA)
- 54 Éric Caritoux (Fra)
- 55 Patrick Clerc (Fra)
- 56 Guy Gallopin (Fra)
- 57 Jean-Marie Grezet (Sui)
- 58 Gilles Mas (Fra)
- 59 Patrick Moerlen (Sui)
- 60 Frédéric Vichot (Fra)

### Équipe Tour de France 1985
- 31 Sean Kelly (Irl)
- 32 René Bittinger (Fra)
- 33 Éric Caritoux (Fra)
- 34 Guy Gallopin (Fra)
- 35 Dominique Garde (Fra)
- 36 Gilles Mas (Fra)
- 37 Joël Pelier (Fra)
- 38 Philippe Poissonnier (Fra)
- 39 Jacques Van Meer (Hol)
- 40 Frédéric Vichot (Fra)

## Palmarès 1981
- Champion de France sur route (Serge Beucherie)
- Paris - Camembert (Trophée Lepetit) (FRA) (Guy Gallopin)
- 2e étape Tour Méditerranéen (FRA), Hyères (Marcel Tinazzi)
- Dagmersellen, Cyclocross (SUI) (Albert Zweifel)
- Champion de Suisse Cyclocross (Albert Zweifel)
- 2e du Dauphiné Libéré (Joaquim Agostinho)

## Palmarès 1982
- Paris Nice (Sean Kelly), 3e, 5e, 7e et 8e étape
- Tour de France, 13e étape Fleurance > Pau (Sean Kelly) / Maillot Vert du Tour
- Tour du Haut Var (Sean Kelly)
- Tour de Vendée (Serge Beucherie)
- Antibes (René Bittinger)
- 6e étape Criterium du Dauphiné Libéré (René Bittinger)
- Nice - Alassio (René Bittinger)
- 2e étape Critérium International, Mons (André Chapuis)
- 1e étape Paris - Nice, Montereau (Jean-Francois Chaurin)
- 3e étape Critérium International, Draguignan (Sean Kelly)
- Aix-en-Provence, criterium (Marcel Tinazzi)
- Bordeaux - Paris (FRA) (Marcel Tinazzi)

## Palmarès 1983
- Castillon-la-Bataille (FRA) (Joaquim Agostinho)
- 2e étape Critérium International, Mont Brouilly (René Bittinger)
- 2e étape Criterium du Dauphiné Libéré (Patrick Clerc)
- 2e étape b Criterium du Dauphiné Libéré (Eric Dall'Armelina)
- GP Cholet - Pays de Loire (Eric Dall'Armelina)
- GP de Mauléon-Moulin (Eric Dall'Armelina)
- Nice - Alassio (Eric Dall'Armelina)
- 3e étape Tour de Lorraine  (Eric Dall'Armelina)
- 9e étape Tour de Suisse, Brügg bei Biel (Eric Dall'Armelina)
- Critérium International (Sean Kelly)
- 3e étape Critérium International, St. Trivier (Sean Kelly)
- Tour de Lombardie (Sean Kelly)
- GP Isbergues  (Sean Kelly)
- 3e étape Paris - Nice, Tournon (Sean Kelly)
- 4e étape Paris - Nice, Miramas (Sean Kelly)
- Paris - Nice (Sean Kelly)
- 7e étape b Paris - Nice, Col d'Eze (Sean Kelly)
- 3e étape Tour de Suisse, Alstatten (Sean Kelly)
- Tour de Suisse (Sean Kelly)
- 5e étape b Tour de Suisse, Flumserberge (Sean Kelly)
- Kamerik (Steven Rooks)
- Liège Bastogne Liège (Steven Rooks)
- 2e étape b Tour Méditerranéen, Toulon/Mt Faron (Steven Rooks)
- Aix-en-Provence, criterium  (Marcel Tinazzi)
- Ronde van het Zuid-Oosten (Jean-Marie Grezet)

## Palmarès 1984
- Paris - Roubaix (Sean Kelly)
- Liège Bastogne Liège (Sean Kelly)
- Tour d’Espagne (Éric Caritoux)
- Paris-Nice (Sean Kelly)
- Critérium International (Sean Kelly)
- 15e étape Tour de France (Frédéric Vichot)
- Super Prestige Pernod (Sean Kelly)
- 1e étape Etoile des espoirs (Jean-Claude Bagot)
- 3e étape Tour Méditerranéen, Toulon/Mont Faron (Jean-Claude Bagot)
- Tour Méditerranéen (Jean-Claude Bagot)
- 6e étape Tour de Suisse, Fiesch (Jonathan Boyer)
- 4e étape Paris - Nice, Mont Ventoux (Éric Caritoux)
- Tour du Haut-Var (Éric Caritoux)
- 3e étape Tour d'Armorique (Éric Dall'Armelina)
- 2e étape Critérium du Dauphiné Libéré (Guy Gallopin)
- 5e étape b Tour de Romandie (Jean-Marie Grezet)
- Berner Rundfahrt (Sean Kelly)
- Blois - Chaville (Sean Kelly)
- Critérium des As (Sean Kelly)
- Grand Prix de Plouay (Sean Kelly)
- Paris-Bourges (Sean Kelly)
- Grand Prix d’Aix en Provence (Sean Kelly)
- 1e étape Critérium International, Juan les Pins (Sean Kelly)
- 3e étape Critérium International, Antibes (Sean Kelly)
- 2e étape Critérium International, Caussius (Sean Kelly)
- Grand Prix Ouest-France (Sean Kelly)
- 2e étape Paris - Nice, Bourbon Lancy (Sean Kelly)
- 7e étape b Paris - Nice, Col d'Eze (Sean Kelly)
- Critérium de Bussières (Sean Kelly)
- 1e étape Tour de Suisse (Sean Kelly)
- Bol d'Or des Monedieres (Éric Caritoux)
- 5e étape Tour Méditerranéen, Monaco (Patrick Moerlen)
- Vuelta al Pais Pasco (Sean Kelly)

### Palmarès 1985
- Tour de Lombardie (Sean Kelly)
- Paris Nice (Sean Kelly)
- 16e étape Tour de France (Frédéric Vichot)
- 2e étape Tour Méditerranéen, Toulon/Mt Faron (Eric Caritoux)
- Toulouse criterium (Dominique Garde)
- 1er du Tour d'Irlande
  - 1er de la 1re étape
  - 1er de la 3e étape
- GP Ouest-France (Eric Guyot)
- GP Fourmies (Jean Habets)
- Critérium des As (Sean Kelly)
- 1e étape Critérium International Juan-les-Pins (Sean Kelly)
- Geraardsbergen Criterium (BEL) (Sean Kelly)
- Gouden Pijl Emmen (NED) (Sean Kelly)
- 3e étape Tour de Hollande (NED), Den Haag (Sean Kelly)
- Wielsbeke (BEL) (Sean Kelly)
- Amstel Gold Race (NED), Meerssen (Gerrie Knetemann)
- Hoevelaken (NED) (Gerrie Knetemann)
- Linne (NED) (Gerrie Knetemann)
- Tilburg (NED) (Gerrie Knetemann)
- Woerden (NED) (Gerrie Knetemann)
- Champion de France sur route (Jean-Claude Leclercq)
- Tour de Romandie (SUI) (Jorg Müller)
- 7e étape Tour de Suisse (SUI), Fürigen (Jorg Müller)
- 4e étape Paris - Nice, Bédoin (Joël Pelier)
- Dongen (NED) (Frits Pirard)
- 3e étape Vuelta Ciclista a la Communidad Valenciana (ESP) (Frits Pirard)
- Steenwijk (NED) (Jacques van Meer)
- Critérium Callac (FRA) (Frédéric Vichot)
- Critérium Camors (FRA) (Frédéric Vichot)
- Critérium Camors (FRA) (Frédéric Vichot)